# Кастильское подворье
Кастильское подворье (фр. Auberge de Castille, что значит «кастильская таверна») — резиденция премьер-министра Мальты, расположенная в Валлетте.
Когда рыцари мальтийского ордена строили Валлетту, они создали в городе постоялые дома для семи из восьми своих языков (объединений). Эти дома предназначались в основном в качестве резиденций для рыцарей, у которых не было собственного дома на Мальте. Помимо этого в них часто размещались путешественники, оказавшиеся на острове.
Кастильское подворье было спроектировано и построено мальтийским архитектором Джироламо Кассаром в 1574 году. Особняк стал официальной резиденцией рыцарей языка Кастилии, Леона и Португалии, одного из наиболее влиятельных в ордене. Рыцари этого языка были ответственны за защиту Валлетты в районе бастиона св. Барбары. Кастильское подворье, строившееся на холме в сельской местности, теперь находится близ Валлетты, на самой высокой её точке. В 1741 году Кастильское подворье было полностью отремонтировано, но позже, во время французской оккупации (1799—1800) и Второй мировой войны (1939—1945), претерпело несколько повреждений.
После того как рыцари покинули остров, Кастильское подворье использовалось в качестве штаб-квартиры британской армии. С 1972 года, после провозглашения независимости Мальты, там размещается резиденция премьер-министра.
В 2008 году портик Кастильского подворья был изображён на коллекционных монетах евро.